# Kozów, Lubusz
Kozów (germană Kaaso, în Limba sorabă: Kazow) este un sat în Polonia, situat în Voievodatul Lubusz, în județul Krosno, în orașul Gubin.  În anii 1975-1998 localitatea a aparținut administrativ de regiunea Zielona Gora. Înainte de 1945, satul era parte din Germania.